# Naprzód Polsko
Ruch Społeczny Naprzód Polsko (Naprzód Polsko, NP) – polska prawicowa partia polityczna, utworzona 12 października 2008 głównie przez byłych polityków Ligi Polskich Rodzin, zarejestrowana przez Sąd Okręgowy w Warszawie postanowieniem z 31 października 2008. Wykreślona z ewidencji partii politycznych 19 maja 2010. Jej celem miało być przełamanie dominacji PiS i PO na polskiej scenie politycznej. Kandydaci partii brali udział w wyborach do Parlamentu Europejskiego w 2009, startując bez powodzenia z różnych list.

## Historia

### 2008
Rozpoczęcie procedury rejestracji ugrupowania potwierdził w październiku 2008 były przewodniczący rady politycznej LPR, Janusz Dobrosz. Początkowo Zarząd Tymczasowy ugrupowania tworzyli autorzy wniosku o jego rejestrację: Sylwester Chruszcz (eurodeputowany, były p.o. prezesa LPR), Bogusław Rogalski (eurodeputowany) i Janusz Szewczak. 29 listopada 2008 odbył się zjazd założycielski Naprzód Polsko, będący jednocześnie kongresem wyborczym partii. Wybrano na nim nowe władze oraz przyjęto deklarację ideową.

### 2009
25 stycznia 2009 w Warszawie odbył się kongres programowy ugrupowania. Podpisano deklarację współpracy ze Stronnictwem „Piast” oraz zdecydowano o wspólnym starcie obydwu partii w wyborach do Parlamentu Europejskiego. Naprzód Polsko prowadziło także rozmowy w sprawie wspólnego startu z członkami Prawicy Rzeczypospolitej (z Markiem Jurkiem na czele) oraz Unii Polityki Realnej. Przedstawiciele tych partii wzięli udział w kongresie, podobnie jak liderzy innych prawicowych ugrupowań – Gabriel Janowski (Przymierze dla Polski) i Adam Słomka (KPN-OP), a także reprezentanci stowarzyszenia Libertas – inicjatywy irlandzkiego biznesmena Declana Ganleya, która sprzeciwiała się m.in. uchwaleniu traktatu lizbońskiego. Prezes partii Janusz Dobrosz wspominał również o „negocjacjach ze środowiskiem związanym z Radiem Maryja”. Ponadto listowne poparcie dla Naprzód Polsko oraz uczestników kongresu wyrazili m.in. prezydent Czech Václav Klaus i Krzysztof Wyszkowski.
1 marca 2009 NP zawarło umowę o współpracy politycznej oraz wspólnym starcie w czerwcowych wyborach do PE ze Stronnictwem „Piast”. Koncepcja współdziałania z Libertasem została wówczas odrzucona, jednak w kwietniu część polityków partii powróciła do niej i ostatecznie partia Libertas Polska oraz większość kandydatów Naprzód Polsko (a także przedstawiciele LPR, Stronnictwa „Piast”, Partii Regionów, Przymierza Narodu Polskiego, ZChN i ONP-LP) znalazła się na wspólnych listach wyborczych, w ramach komitetu Libertas. Nie osiągnął on progu wyborczego, uzyskując 1,14% głosów. W wyniku startu z listy Libertas, prezes partii Janusz Dobrosz oraz przewodniczący rady politycznej Dariusz Grabowski zostali usunięci 30 maja z szeregów ugrupowania.
Komitet Naprzód Polsko-Piast wystawił także własną listę w okręgu katowickim. Oprócz polityków Naprzód Polsko znaleźli się na niej także przedstawiciele Konfederacji Polski Niepodległej – Obóz Patriotyczny. W wyborach lista uzyskała 1537 głosów (0,02% w skali kraju i 0,16% w skali okręgu), zajmując w skali okręgu katowickiego ostatnie, 11. miejsce (w skali kraju 11. na 12 komitetów, wyprzedzając PPS).
Ponadto z listy Prawa i Sprawiedliwości w okręgu małopolsko-świętokrzyskim bez powodzenia o mandat eurodeputowanego ubiegał się członek Naprzód Polsko Bogdan Pęk. Skarbnik partii Andrzej Zapałowski poparł natomiast w wyborach listę Prawicy Rzeczypospolitej.

### 2010
19 maja 2010 ugrupowanie zostało wykreślone z ewidencji partii politycznych. 19 listopada zakończyło się postępowanie likwidacyjne partii. Byli działacze NP rozproszyli się później po różnych prawicowych ugrupowaniach.

## Program polityczny
Naprzód Polsko określało się mianem partii o profilu chrześcijańsko-ludowo-narodowo-konserwatywnym.
W programie gospodarczym partia postulowała wspieranie rodzimych, polskich firm oraz preferencyjny system podatkowy wobec małej i średniej polskiej przedsiębiorczości. Sprzeciwiała się też wprowadzeniu w Polsce waluty euro, postuluje reformę kompetencji Narodowego Banku Polskiego.
Ugrupowanie kładło duży nacisk na politykę prorodzinną. Postulowało m.in. duże finansowe wsparcie dla rodzin z tytułu urodzenia dziecka (w szczególności dla rodzin ubogich), propagowanie modelu rodziny wielodzietnej, a także uproszczenie procedury adopcyjnej w przypadku porzucenia dziecka.
Ugrupowanie proponowało również system wsparcia dla najuboższych, likwidację przywilejów dla funkcjonariuszy PRL-owskich, pozostawienie ich dla najbardziej ryzykownych i wymagających zawodów oraz podniesienie najniższych świadczeń emerytalnych i rentowych. Partia chciała również zwiększenia nakładów na służbę zdrowia, a także wzmocnienia i unowocześnienia armii narodowej; postulowała też powołanie struktury na wzór amerykańskiej Gwardii Narodowej. Sprzeciwiała się limitom przydzielanym polskim rolnikom przez Unię Europejską, postulowała też system ochronny zakupów polskiej ziemi przez cudzoziemców oraz wspieranie rodzinnego modelu gospodarstw rolnych.
Naprzód Polsko proponowało promocję dorobku kultury narodowej poprzez program filmów fabularnych nt. dorobku polskiej myśli narodowej i budowę muzeów upamiętniających walki Polaków o niepodległość. W edukacji postulowało zwiększenie roli szkoły i jej pomocniczości wobec rodziny (szczególnie w środowiskach wiejskich). Partia postulowała też zwiększenie nakładów na naukę.
Ugrupowanie proponowało uproszczenie procedur budowy dróg (w tym autostrad) oraz stworzenie nowoczesnych połączeń drogowych, kolejowych i lotniczych na terenie kraju.
W polityce zagranicznej partia postulowała zacieśnienie współpracy z krajami Europy środkowej i wschodniej. Sprzeciwiała się uznaniu niepodległości Kosowa oraz instalacji w Polsce elementów tarczy antyrakietowej. Naprzód Polsko określało się mianem partii eurorealistycznej i popierało koncepcję Europy ojczyzn opartej na wartościach chrześcijańskich; postulowało uchwalenie karty Praw Wolnych Narodów Europy. Sprzeciwiało się uchwaleniu traktatu lizbońskiego.

## Struktura i działacze

### Władze partii (czerwiec 2009)
P.o. prezesa:
- Janusz Szewczak

Sekretarz generalny:
- Robert Rynkun-Werner

Skarbnik:
- Andrzej Zapałowski

Rzecznik prasowy:
- Bogusław Rogalski

Przewodniczący Komisji Rewizyjnej:
- Piotr Frosik

Do ugrupowania należało kilkunastu byłych parlamentarzystów. W momencie powstania partia posiadała pięciu eurodeputowanych, a pod koniec VI kadencji Parlamentu Europejskiego reprezentowało ją trzech europosłów.

### Prezesi
- od 29 listopada 2008 do 30 maja 2009 – Janusz Dobrosz
- od 30 maja 2009 do 19 maja 2010 – Janusz Szewczak (p.o.)

## Eurodeputowani (2008–2009)
- Sylwester Chruszcz – do marca 2009, przeszedł do Libertas Polska, pod koniec kadencji bezpartyjny
- Dariusz Grabowski – do 30 maja 2009, został eurodeputowanym bezpartyjnym, związany z Libertas Polska
- Bogdan Pęk
- Bogusław Rogalski
- Andrzej Zapałowski

Wszyscy posłowie Naprzód Polsko zostali wybrani z listy Ligi Polskich Rodzin i należeli w Parlamencie Europejskim do Unii na rzecz Europy Narodów.